# NGC 5727
NGC 5727 é uma galáxia espiral (Sd) localizada na direcção da constelação de Boötes. Possui uma declinação de +33° 59' 20" e uma ascensão recta de 14 horas, 40 minutos e 26,1 segundos.
A galáxia NGC 5727 foi descoberta em 10 de Junho de 1882 por Édouard Jean-Marie Stephan.